# Gare d’Arnèke
Gare d’Arnèke vasútállomás Franciaországban, Arnèke településen.

## Vasútvonalak
Az állomást az alábbi vasútvonalak érintik:
- Arras–Dunkirk-vasútvonal

## Kapcsolódó állomások
A vasútállomáshoz az alábbi állomások vannak a legközelebb:
- Gare d’Esquelbecq
- Gare de Cassel